# Liste des champions du monde de la WBO
Liste des champions du monde de la WBO (World Boxing Organisation).
Mise à jour : 7 août 2025

## Détenteurs des ceintures WBO
| Catégorie                                 | Champion               | Champion   | Date              | Nombre de défenses | Dernière défense |
| ----------------------------------------- | ---------------------- | ---------- | ----------------- | ------------------ | ---------------- |
| Poids pailles (-47,6 kg / -105 lbs)       | Oscar Collazo          | États-Unis | 27 mai 2023       | 4                  | 16 novembre 2024 |
| Poids mi-mouches (-49 kg / -108 lbs)      | Rene Santiago          | Porto Rico | 13 mars 2025      | 0                  |                  |
| Poids mouches (-50,8 kg / -112 lbs)       | Anthony Olascuaga      | États-Unis | 20 juillet 2024   | 0                  |                  |
| Poids super-mouches (-52,2 kg / -115 lbs) | Jesse Rodríguez Franco | États-Unis | 19 juillet 2025   | 0                  |                  |
| Poids coqs (-53,5 kg / -118 lbs)          | Yoshiki Takei          | Japon      | 6 mai 2024        | 2                  | 28 mai 2025      |
| Poids super-coqs (-55,3 kg / -122 lbs)    | Naoya Inoue            | Japon      | 25 juillet 2023   | 5                  | 4 mai 2025       |
| Poids plumes (-57,2 kg / -126 lbs)        | Rafael Espinoza        | Mexique    | 9 décembre 2023   | 3                  | 4 mai 2025       |
| Poids super-plumes (-59 kg / -130 lbs)    | Emanuel Navarrete      | Mexique    | 3 février 2023    | 4                  | 10 mai 2025      |
| Poids légers (-61,2 kg / -135 lbs)        | vacant                 |            |                   |                    |                  |
| Poids super-légers (-63,5 kg / -140 lbs)  | Teófimo López          | États-Unis | 10 juin 2023      | 3                  | 3 mai 2025       |
| Poids welters (-66,7 kg / -147 lbs)       | Brian Norman Jr.       | États-Unis | 29 mars 2025      | 1                  | 19 juin 2025     |
| Poids super-welters (-69,9 kg / -154 lbs) | Xander Zayas           | Porto Rico | 26 juillet 2025   | 0                  |                  |
| Poids moyens (-72,6 kg / -160 lbs)        | Zhanibek Alimkhanuly   | Kazakhstan | 12 novembre 2022  | 3                  | 5 avril 2025     |
| Poids super-moyens (-76,2 kg / -168 lbs)  | Canelo Álvarez         | Mexique    | 8 mai 2021        | 6                  | 3 mai 2025       |
| Poids mi-lourds (-79,4 kg / -175 lbs)     | Dmitri Bivol           | Russie     | 22 février 2025   | 0                  |                  |
| Poids lourds-légers (-90,7 kg / -200 lbs) | Gilberto Ramírez       | Mexique    | 16 novembre 2024  | 1                  | 26 juin 2025     |
| Poids lourds (+90,7 kg / +200 lbs)        | Oleksandr Usyk         | Ukraine    | 25 septembre 2021 | 5                  | 19 juillet 2025  |